# يوديد الذهب الأحادي
يوديد الذهب الأحادي (أو أحادي يوديد الذهب) مركب كيميائي صيغته AuI؛ ويوجد في الشروط القياسية على شكل صلب بلوري أصفر اللون.

## التحضير
يحضّر يوديد الذهب الأحادي من تفاعل حمض كلورو الذهبيك مع يوديد البوتاسيوم. كما يمكن أن تتم عملية التحضير من التفاعل المباشر بين عنصري الذهب واليود عند درجات حرارة مرتفعة تصل إلى 390 °س، وبمعزل عن أكسجين الهواء تحت غاز خامل.

## الخواص
يوجد المركب في الشروط القياسية على شكل صلب بلوري أصفر اللون، يتفكك عند التماس مع الماء (تفاعل حلمهة). بالمقابل، فإن معقداته التناسقية أكثر استقراراً.
يتبلور المركب وفق نظام بلوري رباعي، وله الزمرة الفراغية P42/ncm مع أبعاد الشبكة البلورية وفق ما يلي: a = 4.359 Å و c = 13.711 Å.